# Радзілув (гміна)
Гміна Радзілув (пол. Gmina Radziłów) — сільська гміна у східній Польщі. Належить до Граєвського повіту Підляського воєводства. Центром гміни є село Радзілув.
Станом на 31 грудня 2011 у гміні проживало 5024 особи.

## Територія
Згідно з даними за 2007 рік площа гміни становила 199.38 км², у тому числі:
- орні землі: 70.00%
- ліси: 9.00%

Таким чином, площа гміни становить 20.61% площі повіту.

## Населення
Станом на 31 грудня 2011:
| Опис     | Загалом | Загалом | Чоловіки | Чоловіки | Жінки | Жінки |
| -------- | ------- | ------- | -------- | -------- | ----- | ----- |
| одиниця  | осіб    | %       | осіб     | %        | осіб  | %     |
| все      | 5024    | 100     | 2532     | 50.40    | 2492  | 49.60 |
| міське   | 0       | 100     | 0        |          | 0     |       |
| сільське | 5024    | 100     | 2532     | 50.40    | 2492  | 49.60 |

## Сусідні гміни
Гміна Радзілув межує з такими гмінами: Вонсош, Ґоньондз, Ґраєво, Єдвабне, Пшитули, Тшцянне.